# Theodor Trost
Theodor Trost (* 28. Oktober 1888 in Winterbach, St. Wendel; † 26. Dezember 1959 in Theley) war ein deutscher Polizist. Von 1948 bis 1953 war er Leiter des Landeskriminalpolizeiamts im Saarland.

## Leben
Theodor Trost war das fünfte von insgesamt elf Kindern einer St. Wendeler Familie. Er besuchte zunächst die Volksschule in Winterbach und danach das Gymnasium der Kreisstadt St. Wendel bis zur Untersekunda. Von 1905 bis 1908 arbeitete er als Bergmann. 1908 leistete er seinen Wehrdienst beim Fußartillerie-Regiment Nr. 8. Ab 1911 war er bei der Polizeiverwaltung in Recklinghausen beschäftigt. Er besuchte die Polizeischule und wurde am 1. April 1912 Polizeisergeant.
Im Ersten Weltkrieg diente er bis zum 15. Oktober 1917 als Vizefeldwebel. Er wurde jedoch angefordert und kehrte zurück in den Polizeidienst in Recklinghausen. 1922 wurde er in den Staatsdienst übernommen.
Nach der Machtergreifung wurde er zunächst seines Dienstes enthoben, dann jedoch zur Kriminalpolizei Berlin versetzt. Er galt in den Anfangstagen des Dritten Reiches als politisch unzuverlässig und Zentrumsanhänger. 1935 wurde er nach der Rückgliederung des Saargebiets auf eigenen Wunsch zur Kriminalpolizeileitstelle Saarbrücken mit Dienstort Neunkirchen versetzt.
Am 1. September 1939 wurde er der Geheimen Feldpolizei zugeteilt und diente zunächst beim Stab der 2. Armee während des Kriegs gegen Frankreich. Anschließend wurde er nach München versetzt, wo er der Bekämpfung von Sabotage, Spionage und Zersetzung der Wehrkraft zugeordnet wurde. Vom Mai 1941 bis zum Dezember 1942 musste er am Russlandfeldzug teilnehmen. Er meldete sich anschließend krank und wurde am 1. März 1943 aus der Feldpolizei entlassen. Stattdessen arbeitete er wieder als Polizist im Saarland.
Georg Blank setzte Theodor Trost mit Wirkung vom 2. April 1945 zum Chef der neuen kommunalen Polizei ein. Er musste jedoch bereits am 8. Juni 1945 seine Stellung aufgeben und wurde im Camp de intertenement de Theley interniert, da er Mitglied der Geheimen Feldpolizei gewesen war. Am 1. Februar 1946 wurde er aus der Haft entlassen und rehabilitiert. Ein Jahr später beantragte Trost wieder in den Polizeidienst eingestellt zu werden. Mit Zustimmung von Gilbert Grandval, dem Hohen Kommissar für das Saarland, wurde er ab dem 1. November 1948 zum Kriminalrat ernannt. Er wurde erster Leiter des Landeskriminalpolizeiamts des Saarlandes, das selbstständiges Mitglied von Interpol war. Ab dem 1. März 1949 wurde er zum  Regierungsrat befördert. Er blieb in dieser Stellung bis zum Eintritt in den Ruhestand. Während seiner Dienstzeit baute er die Kriminalpolizei des Landes zu einer schlagkräftigen Polizeitruppe auf.
Theodor Trost starb am 26. Dezember 1959 in Theley.

## Privatleben
Theodor Trost heiratete 1912. Das Ehepaar hatte drei Kinder.